# Gabi Ashkenazi
Gabriel "Gabi" Ashkenazi (på hebraisk גבי אשכנזי), (født 28. juli 1954 i Hagor, Israel) er en israelsk general og (pr. januar 2009) den øverstbefalende for Israels forsvar. Han har besiddet posten siden 14. februar 2007, hvor han tog over efter Dan Halutz. 

## Militærkarriere
Ashkenazis militære karriere startede i 1972, og han har blandt andet deltaget i Israels succesfulde tilbageslag af de syriske og egyptiske styrker i Yom Kippur krigen. Han deltog desuden i planlægningen af Operation Entebbe, befrielsen af de 250 civile israelere, som PFLP holdt som gidsler i Uganda i 1976.

## Privatliv
Ashkenazi er bosat i byen Kfar Saba, gift og har to børn.